# مارتن موني
مارتن موني (بالإنجليزية: Martin Mooney)‏ (25 سبتمبر 1970 في المملكة المتحدة - ) هو كاتب سيناريو ومدرب كرة قدم ولاعب كرة قدم بريطاني في مركز الهجوم. لعب مع نادي دمبرتون ونادي فالكيرك.

## وصلات خارجية
- مارتن موني على موقع Soccerbase.com (لاعب) (الإنجليزية)